# Gymnasium Walter Gropius

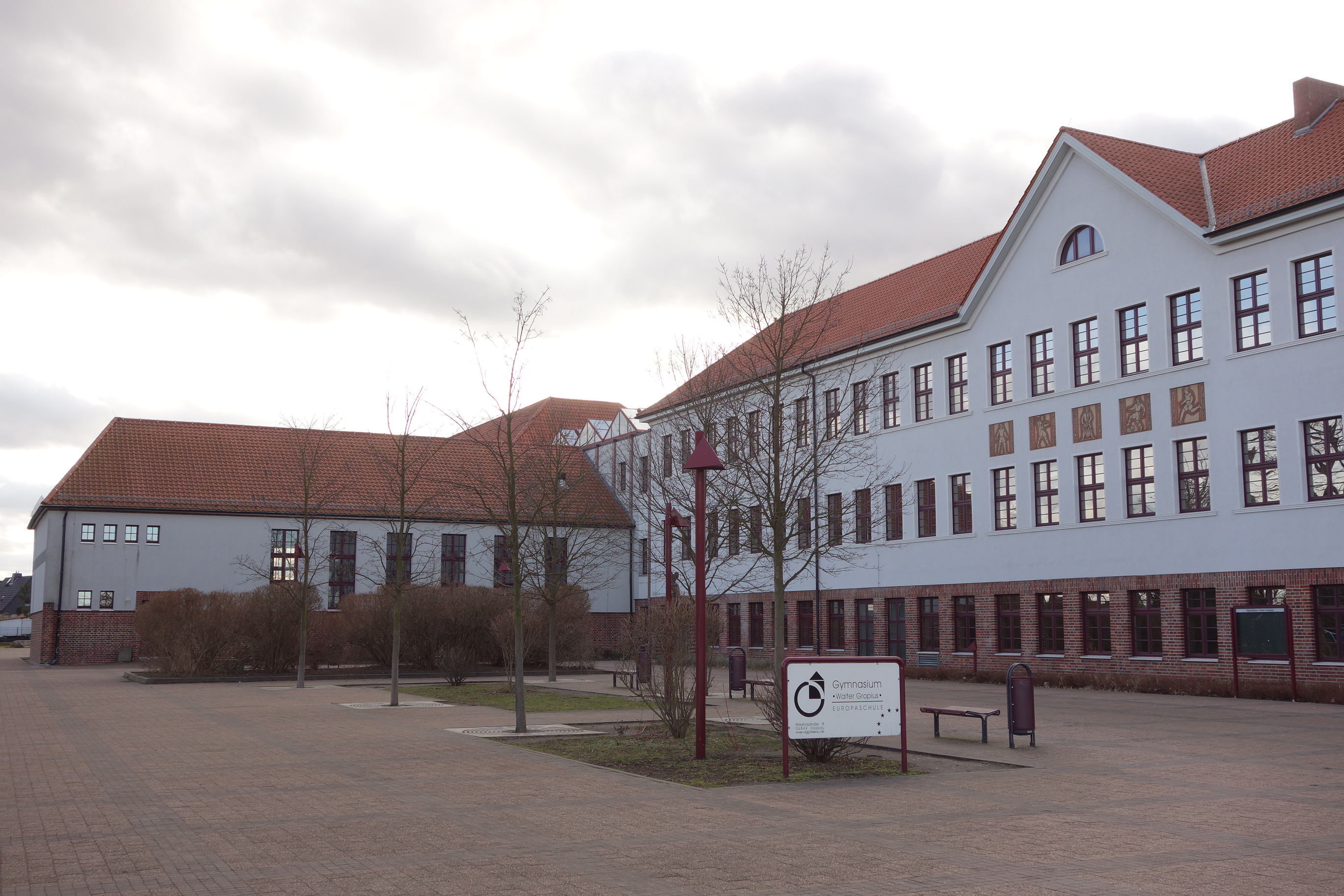
Schulgebäude, Nordflügel

Das Gymnasium „Walter Gropius“ ist ein Gymnasium in Dessau-Roßlau. Seit 1993 trägt es den Namen des ersten Direktors des Bauhauses, Walter Gropius.

## Geschichte
Das Schulgebäude wurde am 24. April 1935 als Volksschule für den südlichen Teil der Stadt Dessau, welcher durch Bauhaus-Bauten geprägt war, eröffnet. Sie war die erste Schule in Anhalt, die mit einem befestigten Schulhof ausgestattet war. Ab 1936 konnte eine eigene Turnhalle von den Schülern genutzt werden. Nach 1945 beherbergten die Gebäude zunächst die 5. und 8. Grundschule, später die 5. Polytechnische Oberschule Dessaus (ab 1985 5. POS „Paul Schulze“). Auf dem Schulgelände wurde im Jahre 1967 die Astronomische Station „Samuel Heinrich Schwabe“ in Betrieb genommen.

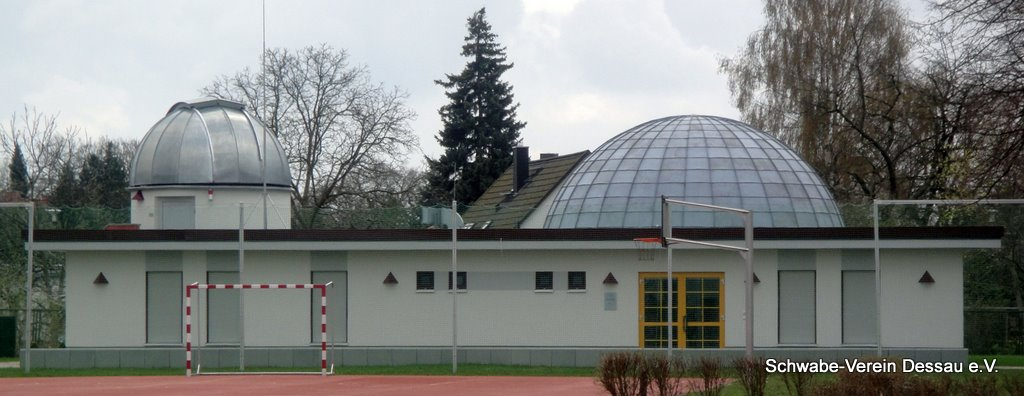
Astronomische Station „Samuel Heinrich Schwabe“

Um den nach 1990 wachsenden Bedarf an gymnasialer Ausbildung gerecht zu werden, entstanden in Dessau neue Gymnasien. Auch diese Schule wurde ab dem Schuljahr 1991/92 in ein Gymnasium umgewandelt. Seit dem 9. Juli 1993 trägt, die vorher als Gymnasium „Dessau-Süd“ bezeichnete Schule, den Namen Gymnasium „Walter Gropius“. Ein Jahr darauf begann die Generalsanierung des Schulgebäudes. In drei Bauabschnitten wurde erneuert. Nach fünf Jahren parallel zum Unterricht stattfindenden Baumaßnahmen erfolgte am 23. November 1998 die Schlüsselübergabe für das Schulgebäude. Im Herbst 2000 wurden die Arbeiten an der Gestaltung der Außenanlagen des Schulgeländes abgeschlossen. Dabei wurden die beiden Schulhöfe erneuert und vor allem der Sportplatz neu angelegt. Die Astronomische Station des Gymnasiums besteht aus Planetarium und Beobachtungsstation und wurde nach einjähriger städtischer Sanierung im August 2009 wiedereröffnet. Seit dem 30. April 2004 ist das Gymnasium eine Schule mit europäischer Orientierung und trägt die zusätzliche Bezeichnung Europaschule.

## Partnerschaften
Es bestehen Partnerschaften zu Schulen aus Europa, der Türkei und China. Regelmäßig finden Schüleraustausche statt.
- secondary school Laugalaekjarskoli in Reykjavík (Island) für die Altersgruppe 15–17
- Yöveden koulu in Ristiina (Finnland) für die Altersgruppe 11–19
- Zespál Szkól Ogólnoksztatcacych in Gliwice (Polen) für die Altersgruppe 11–19
- Walter-Gropius-Gymnasium in Selb (Bayern) für die Altersgruppe 11–19
- Bundesrealgymnasium Klagenfurt-Viktring in Österreich für die Altersgruppe 11–19
- Hangzhou Yuhang No. 2 High School in Hangzhou (China)
- Saint-Louis – Sainte-Marie in Ambérieu-en-Bugey (Frankreich)
- Marmara-College in Istanbul (Türkei)
- Institut Francesc Ferrer i Guàrdia in Barcelona (Spanien)

## Schwerpunkte
Die europäische Orientierung als Europaschule spiegelt sich in der engen Zusammenarbeit mit Partnerschulen wider. Dazu gehört auch die Realisierung eines Comenius-Projektes im Wahlpflichtunterricht. Außerdem nehmen Schüler am europäischen Wettbewerb der Kunst teil. In Studienreisen nach La Rochelle (Frankreich), London (England) und Rom (Italien), sowie in verschiedensten Austauschprojekten mit Partnerschule aus unterschiedlichsten Ländern, erfolgt eine intensive Beschäftigung mit den Sprachen. Im Vordergrund steht dabei die Vertiefung und Festigung erworbener Kenntnisse sowie der Kulturaustausch.
Eine Zusammenarbeit mit dem Bauhaus im Kunstunterricht bringt den Schülern die Dimensionen europäischer und internationaler Architektur näher. Weiterhin erhalten Talente besondere Unterstützung und Förderung in fächerübergreifenden Projekten und bei der Teilnahme an künstlerischen Wettbewerben.

## Anbau
Im Dezember 2019 fand die Eröffnung des Anbaus am südlichen Flügel statt, der mithilfe der Modellbauweise errichtet wurde. In ihm befinden sich acht, mit digitalen Tafeln ausgestattete Räume. Sein Bau begann Ende 2018. Die Baukosten beliefen sich auf ca. 3,5 Millionen Euro, die des Interieurs auf 200.000 Euro. Durch den Anbau wurde die bis dahin 15 Jahre existierende Außenstelle in der Grundschule Tempelhofer Straße abgelöst.

## Sonstiges
Das Gymnasium „Walter Gropius“ verfügt über eine eigene Schulbibliothek.
Auf dem Schulgelände befindet sich eine Kunstwerkstatt, die über einen Keramikbrandofen verfügt, und seit dem Schuljahr 2015/16 als Unterrichtsraum genutzt wird.
Die Schule bietet zudem eine AG an, die Schüler auf die französische DELF-Prüfung vorbereitet.

## Bau einer neuen Turnhalle
Im September 2018 beschloss der Stadtrat den Bau einer neuen Zwei-Feld-Sporthalle für Vereins- und Schulsport, die bis Mitte 2023 fertiggestellt werden sollte. Die alte Turnhalle wies zu geringen Platz auf, sodass diese im Winter bei den geschlechtergetrennten Sportkursen ab Klassenstufe 7 in Hälften geteilt genutzt werden musste. Die Kosten für den Neubau sollten sich dabei auf ca. 5,8 Millionen Euro belaufen. Nach der Überlegung und darauffolgenden Festlegung, die Halle 4,8 Meter in den Boden einzulassen, erhöhten sich die Kosten auf 6,6 Millionen Euro. Der Baubeginn war für Anfang 2022 beziehungsweise zu Beginn des zweiten Halbjahres im Schuljahr 2021/22 geplant, startete jedoch erst im Frühjahr 2023. Aufgrund fehlender Fördermittel ist die Fertigstellung für das Jahr 2025 geplant. Die Eröffnung der neuen Sporthalle fand am 26. Juli 2025 während des Sommerfestes unter Beisein des FDP-Landtagsangeordneten Jörg Bernstein und Dessau-Roßlauer Bürgermeisters Robert Reck statt.